# Serra (Rocca Santa Maria)
Serra is een plaats (frazione) in de Italiaanse gemeente Rocca Santa Maria.